# Ambre-Bobaomby
Ambre-Bobaomby és un camp volcànic que es troba a l'extrem nord de l'illa de Madagascar. El seu cim s'eleva fins als 1.475  msnm. El vulcanisme en aquesta zona va començar amb la construcció d'un gran massís basàltic, així com de colades piroclàstiques més petites. Les roques volcàniques mostren un ampli espectre geoquímic amb composicions basàltiques, andesítiques, riolítices, traquítiques i fonolítices. A l'extrem sud del massís hi ha alguns cons i llacs de cràter més joves.